# Ciry-Salsogne
 Ciry-Salsogne  là một xã ở tỉnh Aisne, vùng Hauts-de-France thuộc miền bắc nước Pháp.